# Ceratinella hemetha
Ceratinella hemetha là một loài nhện trong họ Linyphiidae.
Loài này thuộc chi Ceratinella. Ceratinella hemetha được Ralph Vary Chamberlin miêu tả năm 1949.